# Toto
Toto是1977年在洛杉矶成立的美国摇滚乐队。乐队目前的阵容包括Joseph Williams（主唱），David Paich（键盘，主唱），Steve Porcaro（键盘），Steve Lukather（吉他，主唱），以及巡演成员Lenny Castro（打击乐器），Warren Ham（萨克斯管）， Shem von Schroeck（贝斯手）和Shannon Forrest（鼓）。Toto以音乐风格而闻名，结合了流行，摇滚，灵魂乐，放克，前卫摇滚，硬摇滚，R＆B，布鲁斯和爵士乐等元素。

## 乐队生涯

### 1977年—1979年：成立和首张专辑
键盘手David Paich是音乐家兼演奏家/编曲家Marty Paich的儿子，在与人合写了 Scaggs的Silk Degrees专辑的大部分内容后声名鹊起。与鼓手Jeff Porcaro（打击乐手Joe Porcaro的儿子）一起合作多部作品，他在格兰特高中时遇到了他在他们组建 Rural Still Life乐队的地方，Paich 开始与 Porcaro 认真讨论他们组建自己乐队的可能性。他们带来了贝斯手大卫亨格特，他曾在和Scaggs一起演奏。此外，二人组还邀请了格兰特高中的同学、吉他手史蒂夫·卢卡瑟（他也在 Scaggs 的乐队中担任Les Dudek的替补）和杰夫·波卡罗的兄弟史蒂夫·波卡罗（键盘手）加入团队。Lukather和Steve Porcaro同年在格兰特高中，并在 Paich 和 Jeff毕业后继续留在乐队Rural Still Life（简称为 Still Life）。随着前SS Fools歌手Bobby Kimball的加入。1977 年，乐队在与哥伦比亚唱片公司签约后开始制作他们的第一张专辑。
乐队聚集在一起后，David Paich开始创作后来的同名首张专辑《Toto》。根据流行的说法，在第一次录音时，为了将他们自己的样带与录音室中其他乐队的样带区分开来，Jeff Porcaro在上面写了“Toto”这个词。在80年代初，乐队成员对记者说，乐队的名字命名由绿野仙踪变成了toto。在第一张专辑完成后，乐队和唱片仍未命名。David Hungate在查看了演示磁带上的名字后，向小组解释说拉丁语单词“in toto”的意思是“包罗万象”。因为乐队成员演奏了如此多的唱片和如此多的音乐流派，故他们采用了“Toto”这个名字作为他们自己的名字。
发行后，toto迅速登上排行榜，凭借热门单曲“Hold the Line”以及由Cheryl Lynn主演的排行榜“I'll Supply the Love”和“ Georgy Porgy”收获巨大的人气。乐队囊括了国际赞誉，被提名为格莱美奖的最佳新人奖。此后不久，1979年初，托托开始了他们的第一次美国巡演，以宣传首张专辑。在巡演中，托托带来了另外两名音乐家汤姆·凯利（吉他手，伴唱）和Lenny Castro（打击乐手），以增加声音的深度。卡斯特罗在他们的第一张专辑中作为会话音乐家出现在他们的第一张专辑中，并且在接下来的40年里继续以不同的身份演奏他们的每一张专辑，除了Turn Back。乐队继续为所有随后的巡演聘请额外的巡演音乐家。

### 1979年—1981年
在第一次巡演结束时，乐队开始制作他们的下一张专辑，名为Hydra，该专辑于当年晚些时候发行，以单曲“99”为特色，灵感来自乔治·卢卡斯的邪教电影THX 1138。近30年后，史蒂夫·卢卡瑟承认，尽管这首歌很受欢迎，但他讨厌“99”，这是他最不喜欢的托托歌曲之一，这就是为什么在九头蛇巡演后很少演出。乐队还为专辑发布了四个宣传音乐视频，包括主打歌。另外两个是“圣乔治与龙”和“我们所有的男孩”。它们由布鲁斯·高尔斯 (Bruce Gowers) 执导，保罗·弗拉特里 (Paul Flattery) 为Jon Roseman Productions International制作。尽管专辑Hydra未能取得 Toto 首次发行的商业成功，但它仍然获得了金牌。专辑发行后，乐队开始了以美国和国际约会为特色的“Hydra Tour”。巡演从2月持续到1980年6月。
1981年初，托托发行了他们的第三张专辑《回头》。这张专辑是对竞技场摇滚的一次尝试，与前两张专辑相比，吉他更重，键盘更少。这张专辑令人失望的排行表现和在除日本和挪威以外的几乎所有国家的销量都让乐队的职业生涯陷入了进一步的危险之中，因为那时他们已经有近两年没有在北美发行过热门单曲了。专辑主打单曲《Goodbye Elenore》在日本的异常成功被证明是乐队在该国的突破，日本也因此成为他们巡演日程中的常客。
1981 年 12 月 15 日，鲍比·吉博尔因涉嫌向卧底警察出售可卡因而被捕。

### 1982年—1985年
1982年标志着Toto最成功的时代的开始。在Turn Back的不利销售之后，乐队承受着来自唱片公司的巨大压力，需要制作一张新的热门唱片，类似于他们的第一张唱片。凭Triple Platinum认证的Toto IV，乐队发行了当年商业上最成功的唱片之一。这张专辑收录了三首进入Billboard Hot 100排行榜前10名的单曲：“Rosanna”、“Africa”和“I Won't Hold You Back”。这张专辑还出现在几个全球排行榜上，向全球的新观众介绍了乐队。“Africa”在1983年2月位居排行榜榜首，并在世界各地的电台中多次出现，“Rosanna”赢得了频带的多个格莱美提名。toto IV获得了六项格莱美奖，包括“年度唱片”，“年度专辑”和“年度最佳制作人”，在歌曲的音乐视频中，辛西娅·罗兹扮演主角。除了“非洲”，toto IV继续运行成功，toto在整个1982年巡回演出以维持totoIV。此外，在此期间，Steve Porcaro共同创作并创作了“人性”，迈克尔·杰克逊为他的畅销专辑Thriller (1982)录制了这首歌曲，这首歌成为了红极一时的歌曲。杰夫·波卡罗和史蒂夫·卢卡瑟也出现在多首惊悚片中，最著名的是杰克逊/保罗麦卡特尼的二重唱“女孩是我的”。
Toto IV发行后，贝斯手David Hungate 立即离开了乐队。Hungate于1980年搬到纳什维尔从事会议/制作事业，他认为围绕Toto IV的名声会阻止他与家人团聚。Porcaro的第三个兄弟Mike Porcaro曾在Toto IV的曲目上演奏过大提琴，他取代了Hungate的低音，而主唱Bobby Kimball在1983年初面临着与毒品有关的指控的起诉。金博尔被命令接受审判，但不认罪。这些指控于当年5月28日被驳回。然而，金博尔在 1984 年因难以录制人声和多次错过会议而被乐队解雇。那年晚些时候，toto为电影沙丘创作了大部分配乐。
在一个点上，理查德·佩奇乐队先生先生被提供的主唱位置，但是他拒绝了继续与他的乐队。弗格森弗雷德里克森被带来了作为新主唱和乐队录制隔离，1984年11月释放，而隔离并没有达到一致好评或畅销的toto IV，它没有达到黄金的地位，在很大程度上凭借单曲《Stranger in Town》的实力。

### 1985年—1988年
1986年初，电影作曲家约翰·威廉姆斯和 1950年代歌手/女演员芭芭拉·鲁克的儿子约瑟夫·威廉姆斯被选为主唱。
随着约瑟夫·威廉姆斯正式加入，当威廉姆斯担任主唱时，弗雷德里克森已经开始录制几首曲目，并在曲目“这可能是爱”中担任背景歌手。
1987年乐队活动结束后，Steve Porcaro 离开乐队，开始从事电影和电视配乐工作。Toto决定继续只拥有五名成员。尽管 Porcaro偶尔会协助乐队为他们随后的录音室专辑制作（并出现在他们 1988 年的巡演中），但 David Paich 处理了1988年之后的大部分现场键盘工作（键盘手John Jessel在某些时候也提供协助）。
1988年，Toto发行了他们的下一张专辑The Seventh One，专辑的一首单曲“Pamela”变得非常受欢迎，并且是乐队最后一首进入美国前40名的单曲。第七首成为乐队自Toto IV以来最成功的发行。乐队从 1988 年 2 月到 7 月巡演。

### 1988年—1990年
Steve Lukather出现在德国奥斯纳布吕克的Varus Open Air上，虽然“第七次巡演”非常成功，但乐队决定更换主唱约瑟夫·威廉姆斯。最初，乐队想与原声歌手Bobby Kimball重聚，录制新歌以创下热门唱片，但唱片公司却坚持要聘请南非歌手Jean-Michel Byron。在拜伦被带进来之前，乐队和金博尔一起录制了“回家”。这首歌后来作为“未发行歌曲”出现在Toto XX专辑中。当拜伦（1989年）被带进来时，他和托托录制了四首新歌，这些歌曲被收录在他们最热门的专辑《从前到现在 1977-1990》中，于1990年发行。Toto随后开始了从9月持续到1990年 12月的“Planet Earth”巡演。乐队与Byron 相处得不融洽，拜伦的天后行为和华丽的舞台表现在巡演期间引起了摩擦。在巡回演出结束后最终被解雇之前，他被降级为背景歌手。在此期间，乐队还发现前歌手Bobby Kimball正在预订演出，并将自己和他的支持乐队称为“toto”。4月，前歌手Joseph Williams因涉毒罪名被捕，这反映了七年前金博尔的情况。

### 1991年—1992年
由于再次没有主唱，吉他手史蒂夫卢卡瑟唱主唱并成为新的主唱。托托于1991年在蒙特勒爵士音乐节上演出，乐队录制了《欲望王国》，该专辑在世界大部分地区的哥伦比亚唱片公司和美国克莱夫戴维斯的唱片公司Relativity Records上发行。
Jeff Porcaro于1992年8月5日在他的花园里工作时死于事故，享年38岁。据《洛杉矶时报》报道，洛杉矶县验尸官办公室将死因列为心脏病发作，原因是使用可卡因导致动脉硬化。面对没有杰夫的巡回演出的前景，托托几乎分裂。然而，Jeff Porcaro的家人坚持乐队继续。乐队联系了洛杉矶的英国人Simon Phillips以取代Jeff Porcaro，因为他们知道Porcaro喜欢Phillips，并且因为 Lukather曾在1986年与桑塔纳和杰夫贝克在日本的一次巡演中与菲利普斯合作。
菲利普斯加入了乐队，他们继续巡演，以纪念杰夫。1993 年，他们发行了一张名为Absolutely Live的现场专辑。从1991年起，Steve Lukather将处理大部分的人声（直到Bobby Kimball于1998年回归），但一些最初由Kimball、Fergie Frederiksen和Joseph Williams演唱的老歌被列入了曲目列表，并由新的后备歌手 Fred 演唱怀特（他在 1992 年被约翰詹姆斯取代）、杰基麦基（他参加了 1990 年的巡回演出，并在 1992 年被唐娜麦克丹尼尔取代）和珍妮道格拉斯-麦克雷（他也于 1990 年加入）。约翰演唱了“停止爱你”和鲍比在“罗莎娜”中的部分，唐娜演唱了“勇敢之家”和“天使别哭”，珍妮演唱了“坚守阵地”。
1992年12月14日，纪念Jeff Porcaro)音乐会在环球城环球剧场举行。包括唐亨利、埃迪范海伦、唐纳德法根、沃尔特贝克尔、博兹斯卡格斯、詹姆斯纽顿霍华德、迈克尔麦克唐纳、理查德马克思和特邀嘉宾乔治哈里森在内的表演者与其余四名托托成员一起表演了多多歌曲。在巡演结束时，乐队休息了一下，继续进行个人项目。
1993年3月至11月，Lukather和Phillips与朋友David Garfield和John Pena合作进行了Los Lobotomys的辅助项目，并录制了专辑Candyman。

### 1995年—1997年
1995年，托托与西蒙·菲利普斯合作录制了他们的第一张专辑《Tambu》，乐队与CBS（现在的索尼）合作。与Toto1970年代末和 1980年代的声音背道而驰，Tambu是一个非常有机的发行版，并以单曲“我会记住”为特色，该单曲获得了中等广播播放。其他发行的单曲是“Drag Him To The Roof”和“The Turning Point”。坦布还邀请约翰·詹姆斯和珍妮·道格拉斯-麦克雷作为部分曲目的后备歌手。道格拉斯-麦克雷甚至在专辑的附赠曲目“Blackeye”中担任主唱，并与史蒂夫·卢卡瑟合唱“Baby He's Your Man”。Tambu在全球售出600,000份。
“坦布之旅”被证明是另一个成功，尽管没有北美约会。Simon Phillips 背部有问题，所以Gregg Bissonette不得不在1995年末的第一站巡回赛中替他补上。巡回赛于1996 年结束。其余的巡回赛人员保持不变，除了 Donna McDaniel她于 1994 年在“逍遥舞之夜”演出后不久离开了（道格拉斯-麦克雷自从她和乔·科克一起出去巡演后就错过了）。歌曲“Hold the Line”现在作为詹姆斯和道格拉斯-麦克雷之间的二重唱而演唱。James和Douglas-McRae 在 1997 年的巡演结束时都被从乐队中除名。
Lukather 发行了他的第二张个人专辑《Luke》，这是一张比他之前的个人专辑更“内省”的专辑。

### 1997年—2001年
1997年是乐队成立20周年，为了纪念它，David Paich和Steve Lukather开始翻阅几张旧磁带和演示，以制作未发行歌曲的特殊唱片。1998年，他们发行了单曲“Goin' Home”的Toto XX。Toto与前成员Bobby Kimball、Steve Porcaro和Joseph Williams进行了一次小型宣传之旅。
在“Toto XX”巡演之后，Bobby Kimball在时隔14年后重新加入乐队担任主唱。乐队于1999年初发行了Mindfields并开始了“Reunion”巡演，在全球巡演并六年后首次返回美国。新专辑收录了三首单曲，“Melanie”、“Cruel”和“Mad About You”，这首歌由 David Paich 和前 Toto 歌手Joseph Williams共同创作。那年晚些时候，发行了一张名为Livefields的现场专辑。巡演于2000年正式结束，但乐队在2001 年期间进行了几场演出。大卫·佩奇在2000 年的巡演中短暂休息，因此Jeff Babko填补了键盘空白。Paich于2001年与Toto重新开始巡回演出。

### 2002年—2005年
从2003年6月开始，在他们的“25周年巡演”接近尾声时，键盘手大卫·佩奇（David Paich）从巡演中休假，与生病的家人共度时光。经验丰富的键盘手Greg Phillinganes在接下来的巡演中为 Paich代言。
2003年底，托托连续两个月成为逍遥舞之夜的头条新闻。Paich回来了，但在他不得不再次离开之前只能玩几个星期，所以Phillinganes再次填补了剩余的节目。
2006年-現在
2018 年托托 (Toto) 40 週年“40 次繞太陽旅行”巡演期間，樂團於2018 年7 月20 日透過官方網站宣布，Paich「將不會參加樂團計畫的北美巡演（持續時間為7 月30 日至11 月17 日）。最近的歐洲演出[2 月11 日] -4 月 8 日] 對他的個人健康造成了影響……他計劃專注於自己的健康，並期待在準備好時重返。吉他手Steve後來表示，David缺席的部分原因是他在樂團 2018 年初歐洲巡演期間在巴士上明顯癲癇發作。
David Paich 與 Toto 一起重返舞台，分別於 9 月 20 日在洛杉磯和 10 月 20 日在費城參加他們 2019 年美國巡演的開場和閉幕演出，據報道這是他們的最後一次巡演。 在這兩場演出中，Paich都在演出結束時加入了樂隊，在“Africa”和“Home of Brave”中演奏鍵盤並演唱。然而，在他完全回歸之前，樂團在巡演結束時解散了。 Toto 於 2020 年與 Steve Lukather 和歌手一起重組 約瑟夫·威廉斯 領導一個新樂隊。Paich不再能夠全職巡演，但只要健康狀況允許，他仍然是樂團的音樂總監和客座表演者。 David Paich於 2022 年 7 月 15 日在阿姆斯特丹客串演出，僅演唱了 5 首歌曲。
Steve  Porcaro與他的 Toto 樂隊成員不同，他通常不擔任主唱，甚至不擔任和聲。他認為自己是一個實力較弱的歌手，並在他早期的兩首作品中擔任主唱，只是因為他覺得他的樂隊成員的聲音風格（除了 約瑟夫·威廉斯)，不適合他的歌。
這首歌《Rosanna「據說是受到 Porcaro 當時女友的啟發， Rosanna Arquette 但後來這首歌的作者大衛派奇(David Paich)和Arquette本人否認了這一點。
1987年，Steve  Porcaro離開了托托ToTo。 專輯Fahrenheit (1986)巡迴演出以追求更全職的歌曲創作和作曲生涯。然而，Steve  Porcaro確實陪伴著他們 第七個 1988 年的世界巡迴演唱會。 合成器 和 安排/在他離開後為他們所有的專輯作曲。
Steve  Porcaro為歌曲“人性」並製作了「的合成器女孩是我的「 從 麥可傑克森的專輯 驚悚片，以及在“上演奏合成器和鍵盤”莫斯科的陌生人” 來自傑克遜 歷史 專輯。從 1982 年到 2009 年，他為傑克森創作或共同創作了許多其他歌曲，包括《Chicago 1945》、 永遠、夢想和改變。Steve Porcaro 為電影和電視創作音樂，包括 FX 電視節目 有理有據等。
自 2010 年以來，Steve Porcaro 再次與 Toto托托 一起進行現場表演，當時他們決定重組樂團並在歐洲巡迴演出以支持 Mike Porcaro。他們計劃在歐洲舉辦更多音樂會。 他在樂團 2015 年錄音室專輯中表演 Toto XIV (2015)，共同創作並領唱《The Little Things》，並共同創作/領唱僅限日本的獎金剪輯《Bend》。當樂團於 2019 年解散並於 2020 年重組時， Steve Porcaro 並未回歸。
Steve Porcaro 在 Toto托托 專輯中演奏了各種各樣的合成器。雖然大衛派奇（David Paich）負責鋼琴工作，但史蒂夫（Steve）的工作通常是用創意合成器的聲音來補充音樂。 Toto歌曲中的合成器獨奏“羅莎娜Rosanna」是他的方法的一個著名例子。 眾所周知，他使用各種Yamaha合成器，包括 CS-80，GS1， DX1， 和 DX7，以及其他諸如 時序電路 Prophet-5, Minimoog 型號 D, 多聚融合模組, E-mu模擬器, 羅蘭 Jupiter-8, 奧伯海姆 Xpander， 和 Dynacord 添加一。他還在樂團的現場表演中使用了各種鍵盤，例如 沃利策200A 1979年和 Yamaha CP-70 1980 年，當 大衛派奇(David Paich) 演奏風琴或合成器時，有時用於覆蓋鋼琴聲部。
在後來的幾年裡，他傾向於使用軟體合成器。在 2010 年代的舞台上，他使用了兩個Yamaha鍵盤（一個 Montage 8 和一個 Yamaha主題 XF7) 駕駛他的 蘋果主舞台基於虛擬合成器， 其中抽取了樣本，其中包括 Logic 的 ES2 插件 和 噴火式音訊 圖書館。 他也是用戶 亞瑟 產品，並高度評價了他們的合成器軟體，包括 CS-80 V 軟體的示範影片。[1]

## 巡演
- 1979 – Toto Tour
- 1980 – Hydra Tour
- 1982 – Toto IV Tour
- 1985–1986 – Isolation Tour
- 1986–1987 – Fahrenheit Tour
- 1988 – The Seventh One Tour
- 1990 – Planet Earth Tour
- 1991 – 1991 Summer Tour
- 1992–1993 – Kingdom of Desire Tour
- 1993 – 1993 Summer Tour
- 1995–1996 – Tambu Tour
- 1997 – South African Tour
- 1998 – Toto XX Tour
- 1999–2000 – Mindfields Tour
- 2001–2002 – 2001 Summer Tour
- 2002–2004 – 25th Anniversary Tour
- 2004–2005 – 2004 Summer Tour
- 2006–2008 – Falling in Between Tour
- 2010 – Mike Porcaro Honor Tour
- 2011 – In the Blink of an Eye Tour
- 2012 – 2012 Summer Tour
- 2013–2014 – 35th Anniversary Tour
- 2015–2016 – Toto XIV Tour (Yes & Toto Co-Headlining North American Summer Tour 2015)
- 2017 – An Evening With Toto Tour
- 2018–2019 40 Trips Around the Sun Tour (40周年巡回)
- 2021 – Dogz of Oz Tour